# Stazione di Cocconito-Bonvino
La stazione di Cocconito-Bonvino era una fermata ferroviaria posta sulla linea Chivasso-Asti al servizio delle frazioni di Cocconito e Bonvino, situate nel comune di Cocconato.

## Storia
La fermata risulta attivata nel 1936 e soppressa nel 1963.

## Strutture e impianti
La fermata è dotata del solo binario di corsa della linea ferroviaria.